# Tampón de tinta

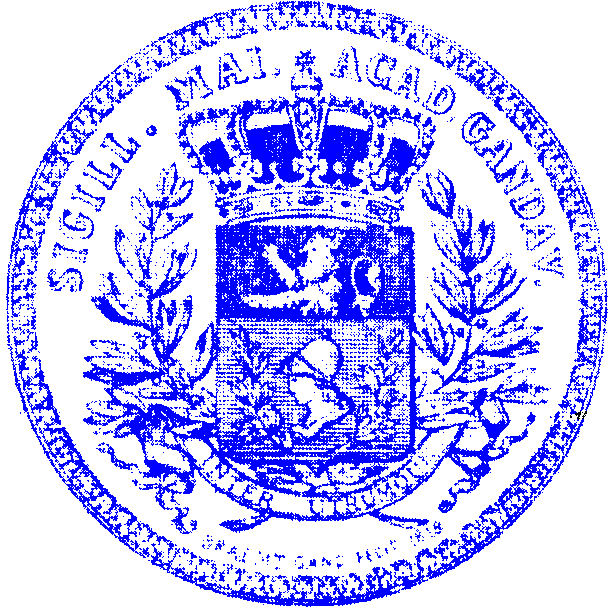
Impresión de un sello

Un tampón de tinta es un recipiente  donde se vierte la tinta líquida y se almacena de manera que no se  dañe o se seque ni se  manche . Al presionar la goma de un sello sobre el tampón impregnado de tinta, este absorbe el color  elegido.